# UFC on ESPN: Smith vs. Clark
UFC on ESPN: Smith vs. Clark（ユーエフシー・オン・イーエスピーエヌ：スミス・バーサス・クラーク、別名UFC on ESPN 18）は、アメリカ合衆国の総合格闘技団体「UFC」の大会の一つ。2020年11月28日、ネバダ州ラスベガスのUFC APEXで開催された。

## 大会概要
本大会ではアンソニー・スミスとデビン・クラークのライトヘビー級戦が組まれた。

## 試合結果

### プレリミナリーカード
第1試合 140ポンド契約 5分3R
○  ネイト・マネス vs.  ルーク・サンダース ×
2R 2:29 リアネイキドチョーク
第2試合 フライ級 5分3R
○  ス・ムダルジ vs.  マルコム・ゴードン ×
1R 0:44 KO（スタンドパンチ連打）
第3試合 女子フライ級 5分3R
○  ジーナ・マザニー vs.  レイチェル・オストビッチ ×
3R 4:10 TKO（ボディへの左前蹴り）
第4試合 バンタム級 5分3R
○  アンデルソン・ドス・サントス vs.  マーティン・デイ ×
1R 4:35 ギロチンチョーク

### メインカード
第5試合 フェザー級 5分3R
○  ジョナサン・ピアース vs.  カイ・カマカ3世 ×
2R 4:28 TKO（パウンド）
第6試合 139.5ポンド契約 5分3R
○  ノルマ・ドゥモン vs.  アシュリー・エヴァンス＝スミス ×
3R終了 判定3-0（30-26、30-26、30-26）
※ドゥモンの体重超過によりバンタム級から変更
第7試合 フェザー級 5分3R
○  ビル・アルジオ vs.  スパイク・カーライル ×
3R 終了 判定3-0（30-27、30-27、30-27）
第8試合 ヘビー級 5分3R
○  パーカー・ポーター vs.  ジョシュ・パリジアン ×
3R終了 判定3-0（30-26、30-27、29-28）
第9試合 ウェルター級 5分3R
○  ミゲル・バエザ vs.  佐藤天 ×
2R 4:28 肩固め
第10試合 ライトヘビー級 5分3R
○  アンソニー・スミス vs.  デビン・クラーク ×
1R 2:34 三角絞め

### 各賞
ファイト・オブ・ザ・ナイト：該当無し
パフォーマンス・オブ・ザ・ナイト：アンソニー・スミス、ミゲル・バエザ、ス・ムダルジ、ネイト・マネス
各選手にはボーナスとして5万ドルが授与された。

### カード変更
負傷などによるカードの変更は以下の通り。